# Be
Be er et album fra rapperen Common der blev udgivet i 2005. Albummet er Commons første album under Good Music.
9 ud af de 11 sange er produceret af Kanye West, de to sidste stod J. Dilla for.

## Spor
1. "Be" (Intro)
2. "The Corner" (feat. The Last Poets)
3. "Go!" (feat. Kanye West & John Mayer)
4. "Faithful" (feat. John Legend & Bilal)
5. "Testify"
6. "Love is..."
7. "Chi-City"
8. "The Food" (Live) (feat. Kanye West)
9. "Real People"
10. "They Say" (feat. Kanye West & John Legend)
11. "It's Your World" (Parts 1 & 2) (feat. Bilal, "The Kids" & Lonnie "Pops" Lynn)